# Бочо Илиев
Бочо Бочев Илиев е български стопански деятел.

## Биография
Бочо Илиев е роден на 25 април 1904 г. в с. Слатина, Ловешко. Завършва Държавно педагогическо училище „Княз Борис Търновски“ (Ловеч) (1923).
Работи като магазинер, председател и касиер на Кооперация „Надежда“ в с. Слатина (1923 – 1926), основател и член на Районен кооперативен съюз „Свобода“, Плевен от 1926 г. Делегат на конгресите на Общия съюз на българските земеделски кооперации. Учител в Слатина (1927 – 1934). През 1934 г. е уволнен за комунистическа дейност. Интерниран два пъти в Поморие (1938 – 1940) и Петричко (1941 – 1942).
През 1938 г. посещава Тимирязевската селскостопанска академия в Москва и Ленинградския институт по растиниевъдство, от където идва с идеи за развитието на селското стопанство в страната. Между интерниранията (1940 – 1941) създава и ръководи първите три опитни земеделски стопанства за кооперативно стопанисване на земята в с. Тотлебен, Върбовка и Стежерево. През 1940 г. създава и Слатинското кооперативно земеделско стопанство.
От 1945 г. съвместно с проф. Иван Стефанов оглавяват Дирекция „Храноизнос“. Народен представител в XXVI обикновено народно събрание (1945 – 946) и VI велико народно събрание (1946 – 1949). Делегат на първата национална конференция на ТКЗС. По негова идея и предложение инж. Петър Абаджиев изгражда първия микроязовир в България. Ръководител на Дирекция „ТКЗС“ при Централен кооперативен съюз (1947 – 1949), заместник завеждащ „Селскостопански отдел“ при ЦК на БКП (юни-декември 1949), началник отдел в Министерство на земеделието и член на редколегията на вестник „За кооперативното земеделие“ (1950 – 1952), председател на ТКЗС в с. Слатина (1954 – 1961), съветник по селскостопанските въпроси в Министерския съвет (1961 – 1963).
Автор на 9 книги, 20 брошури и над 300 статии по проблеми на селското стопанство и кооперативното дело. През 2002 г. излиза от печат мемоарната му книга „Бразди през времето“.

## Награди
- Заслужил деятел на селското стопанство (1970)
- Орден „Георги Димитров“ (1961, 1967, 1974)
- Орден „Народна република България“ I ст. (1964)
- Звание „Герой на социалистическия труд“ (1974)